# Yitzhak Aharonovich
Yitzhak Aharonovich, (Hebreeuws: יצחק אהרונוביץ) (Jeruzalem, 22 augustus 1950) is een Israëlisch politicus van Yisrael Beiteinu.
Aharonovich studeerde geschiedenis aan de Universiteit van Haifa. In de jaren tachtig was hij hoofd van het noordelijke commando van de Israëlische grenspolitie. Begin 21e eeuw was hij enkele jaren onderpolitiecommissaris en vervolgens een jaar algemeen directeur van de Dan Bus Maatschappij, een busmaatschappij die vooral rijdt in het stedelijk gebied van Tel Aviv en omgeving.
In 2006 kwam hij namens Jisrael Beeténoe voor het eerst in de Knesset (de 17e). Van maart 2007 tot januari 2008 was hij minister van Toerisme in het kabinet-Olmert. Zijn korte ambtsperiode werd veroorzaakt doordat zijn partij uit de regering stapte.
Bij de installering van het kabinet-Netanyahu II in maart 2009 was hij weer van de partij, ditmaal als minister van Binnenlandse Veiligheid, een post die hij ook bekleedde in het kabinet-Netanyahu III.
Aharonovich stelde zich niet verkiesbaar voor de verkiezingen van de 20e Knesset in maart 2015.